# Wichan Nantasri
Wichan Nantasri (tiếng Thái: วิชาญ นันทะศรี, sinh ngày 15 tháng 1 năm 1986), hoặc còn được biết với tên đơn giản Brid (tiếng Thái: เบริด), là một cầu thủ bóng đá người Thái Lan thi đấu ở vị trí tiền vệ chạy cánh cho câu lạc bộ Giải bóng đá Ngoại hạng Thái Lan Muang Loei United.

## Đời sống cá nhân
Em trai sinh đôi của Wichan, Wicha, cũng là một cầu thủ bóng đá và thi đấu cho Khonkaen ở vị trí tiền vệ.

## Danh hiệu

### Câu lạc bộ
Loei City
- Regional League North-East Division (1): 2009